# Велика Левада
Вели́ка Лева́да — село в Україні, у Городоцькій міській територіальній громаді Хмельницького району Хмельницької області. Населення становить 698 осіб.
У селі розташована ботанічна пам'ятка природи «Група вікових дерев».

## Історія
Перші згадки про поселення припадають на  XVIII століття. Спочатку село звалося Левада Карабчіївська, бо заснувалося на карабчіївських ґрунтах.
У 1847 році в селі було збудовано цукрово-рафінадний завод «Левада». З навколишніх сіл, з інших місцевостей Поділля до Великої Левади поприїжджали кращі спеціалісти. Їх приймали на заводі охоче, давали земельні наділи для будування житла. Отже, завод поповнювався кваліфікованими спеціалістами.
З 1861 року село належало графині Юзефині Шембек.  На той час в селі був 61 селянський двір, у володінні якого було 465 десятин землі. Було 10 дворів однодворцевих і вільних, які мали у володінні 4 десятини землі. До володінь Юзефини Петрівни Шембек належали землі, які примикали до річки Смотрич на ділянці «Дубина», ліс, вигони для пасовища, водопої та інші економічні землі. Всі земельні володіння графині тільки в селі Велика Левада становили 65 десятин. Графині належав цукровий, винокурний та цегляний заводи, млин.
7 (20) листопада 1917 року, відповідно до Третього Універсалу Української Центральної Ради, увійшло до складу Української Народної Республіки.
Після проходу радянської влади відбувся деякий занепад села. Цукрово-рафінадний завод було зруйновано, обладнання вивезено. Пізніше в заводських приміщеннях, котрі збереглися, розмістилася МТС, а через деякий час – РТС. Після ліквідації останньої територія заводу перейшла у власність колгоспу «Прогрес». У приміщеннях запрацювали майстерні по ремонту сільськогосподарської техніки.
10 серпня 2017 року шляхом об'єднання сільських рад, село увійшло до складу Городоцької міської громади, до цього органом місцевого самоврядування була Купинська сільська рада. Перші поселенці зводили хати на правому і лівому берегах річки Смотрич, тоді повноводної, з чистою водою, багатою на рибу. Сусідами Великої Левади були села з давнішою історією – Купин і Великий Карабчіїв.
12 червня 2020 року, відповідно до розпорядження Кабінету Міністрів України № 727-р «Про визначення адміністративних центрів та затвердження територій територіальних громад Хмельницької області», увійшло до складу Городоцької міської громади.
19 липня 2020 року, в результаті адміністративно-територіальної реформи та ліквідації Городоцького району, увійшло до складу новоутвореного Хмельницького району.
Соціальна інфраструктура: школа, клуб, бібліотека,дитячий садок, православний храм святих апостолів Петра і Павла.

## Населення

### Мова
Розподіл населення за рідною мовою за даними перепису 2001 року:
| Мова       | Кількість | Відсоток |
| ---------- | --------- | -------- |
| українська | 687       | 98.42%   |
| російська  | 10        | 1.44%    |
| вірменська | 1         | 0.14%    |
| Усього     | 698       | 100%     |

## Видатні уродженці
- Грабко Володимир Віталійович — ректор Вінницького національного технічного університету, доктор технічних наук, професор, академік.

## Галерея

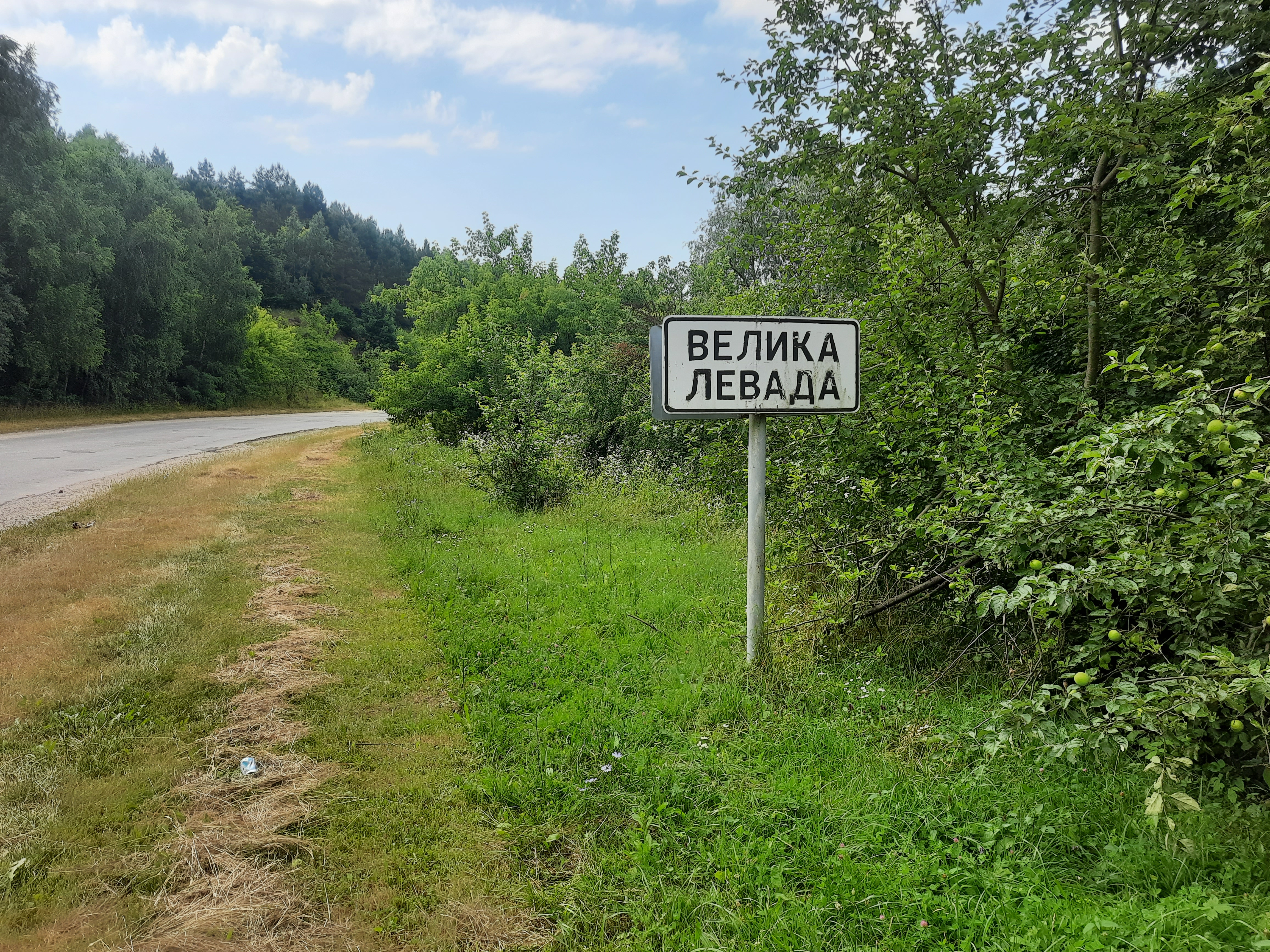
Дорожній знак при в'їзді в село
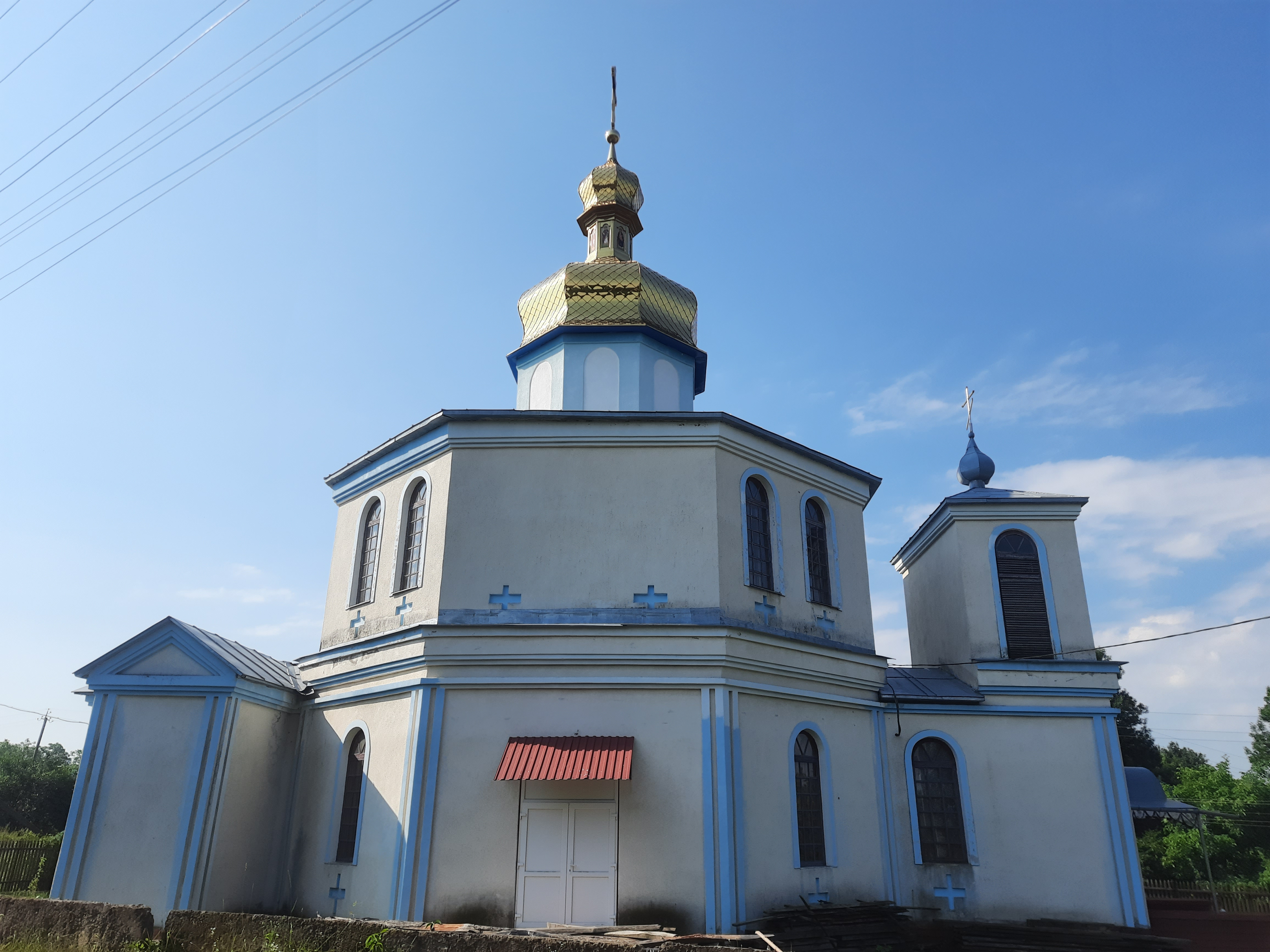
Петропавлівська церква
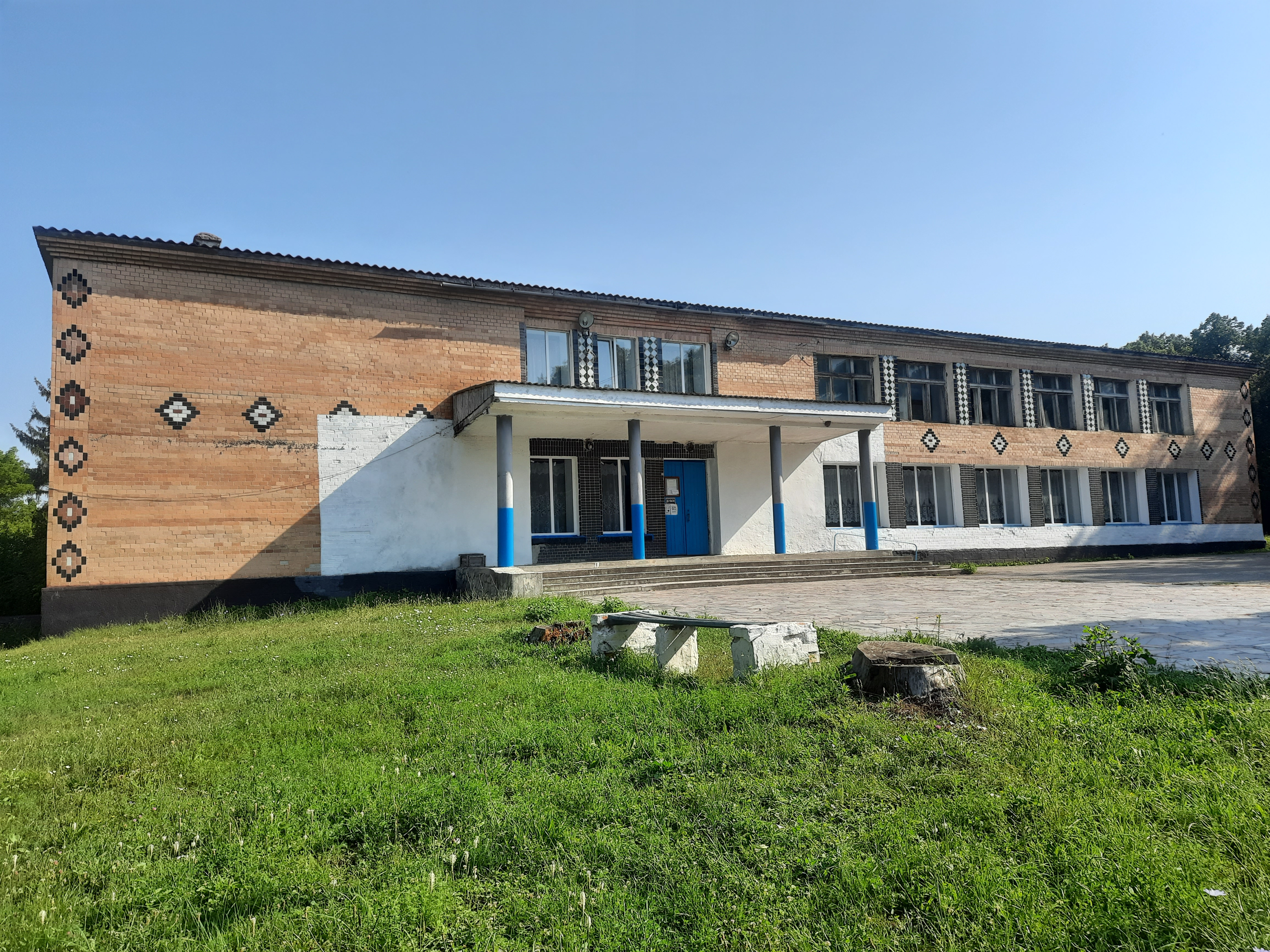
Будинок культури
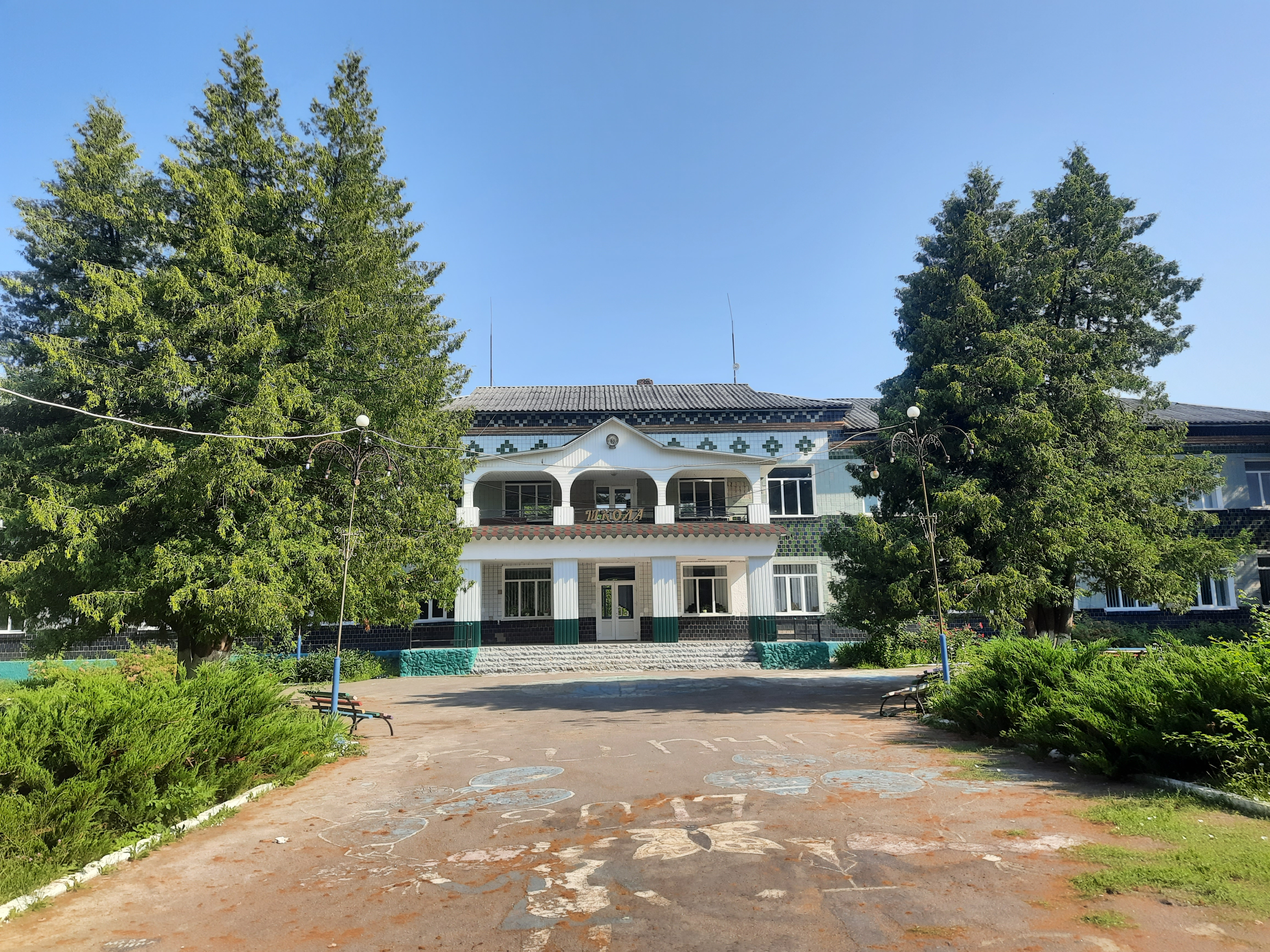
Школа
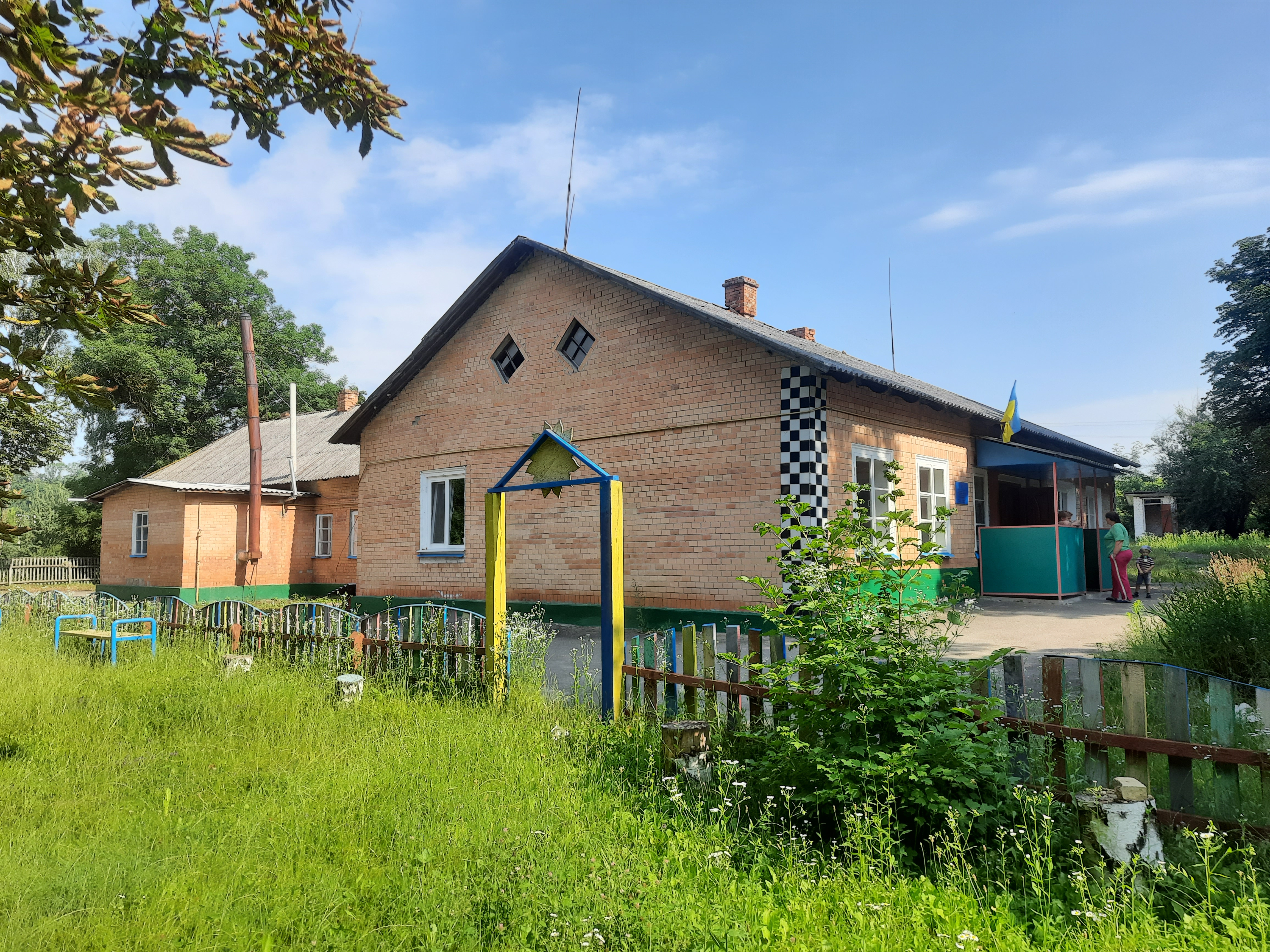
Дитячий садок
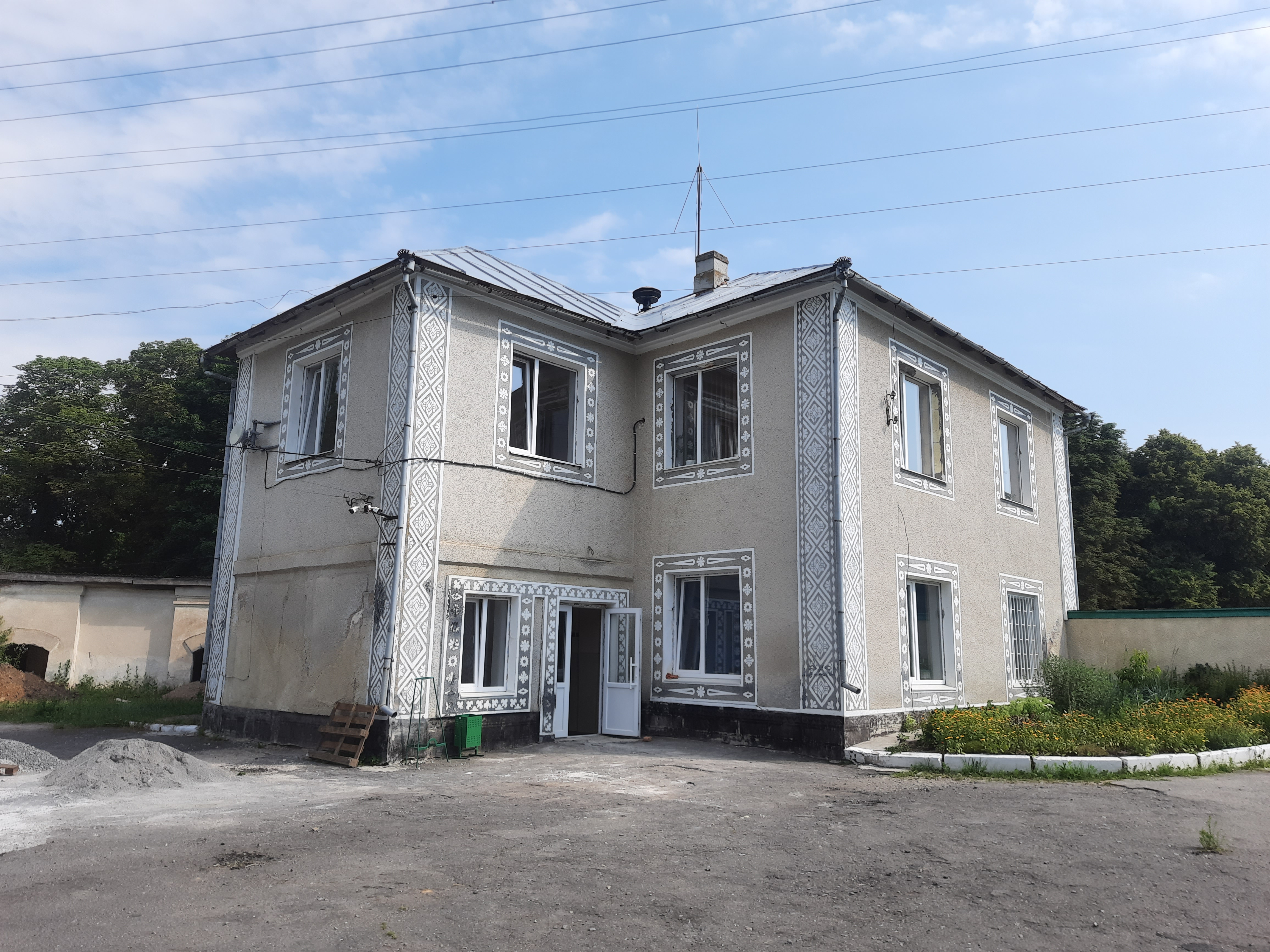
Відділення поштового зв'язку та контора місцевого господарства
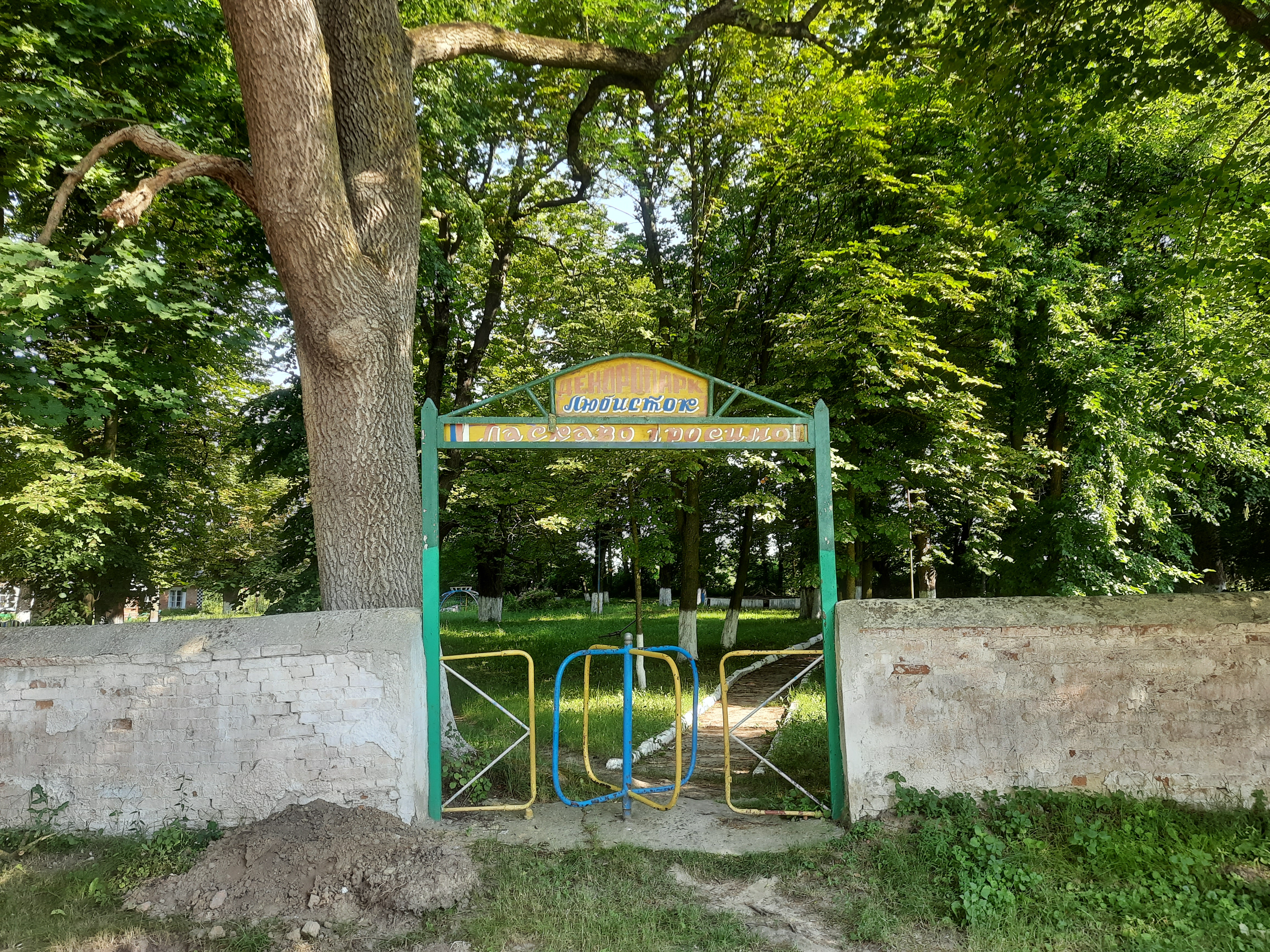
Дендропарк
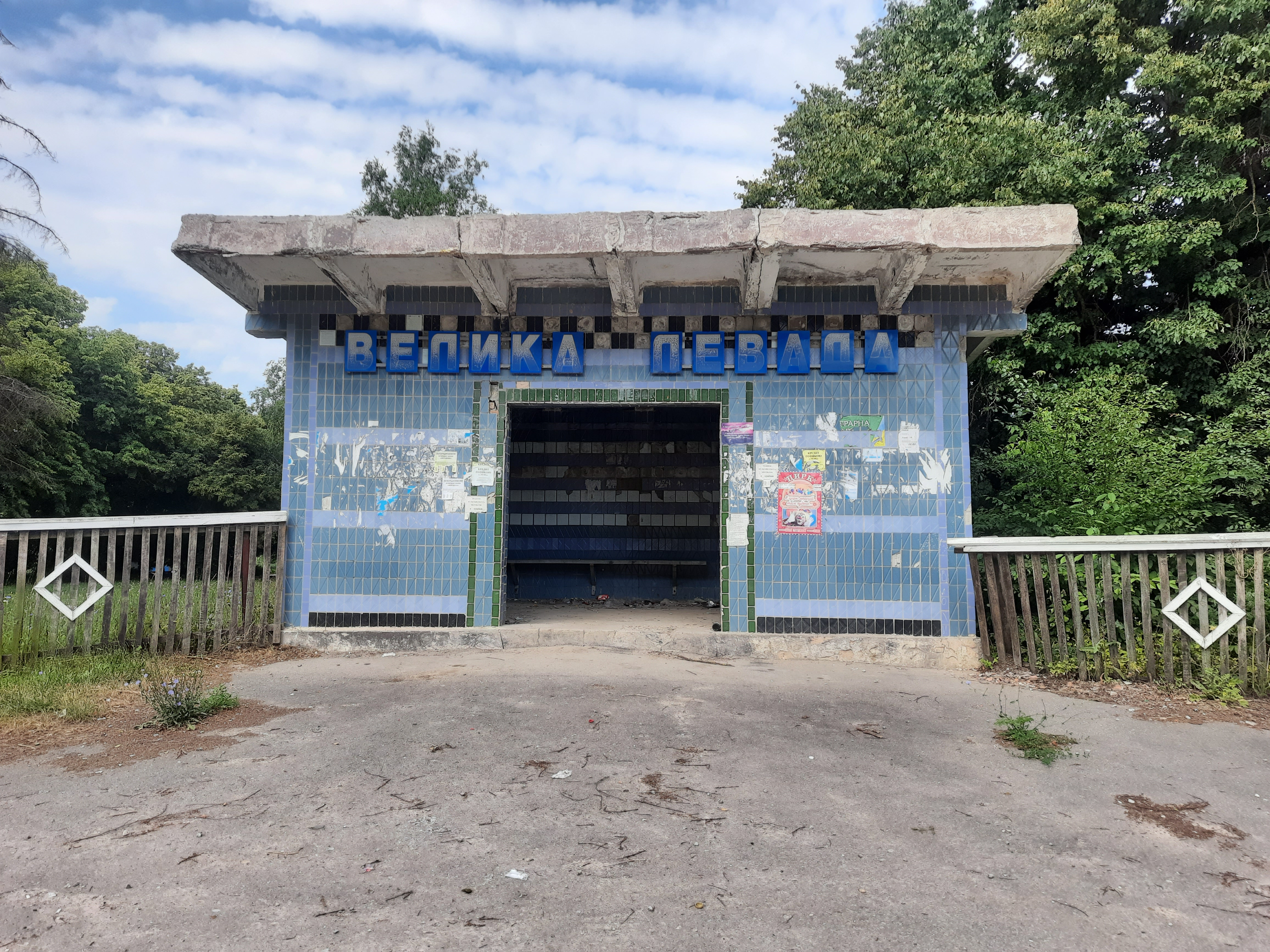
Автобусна зупинка
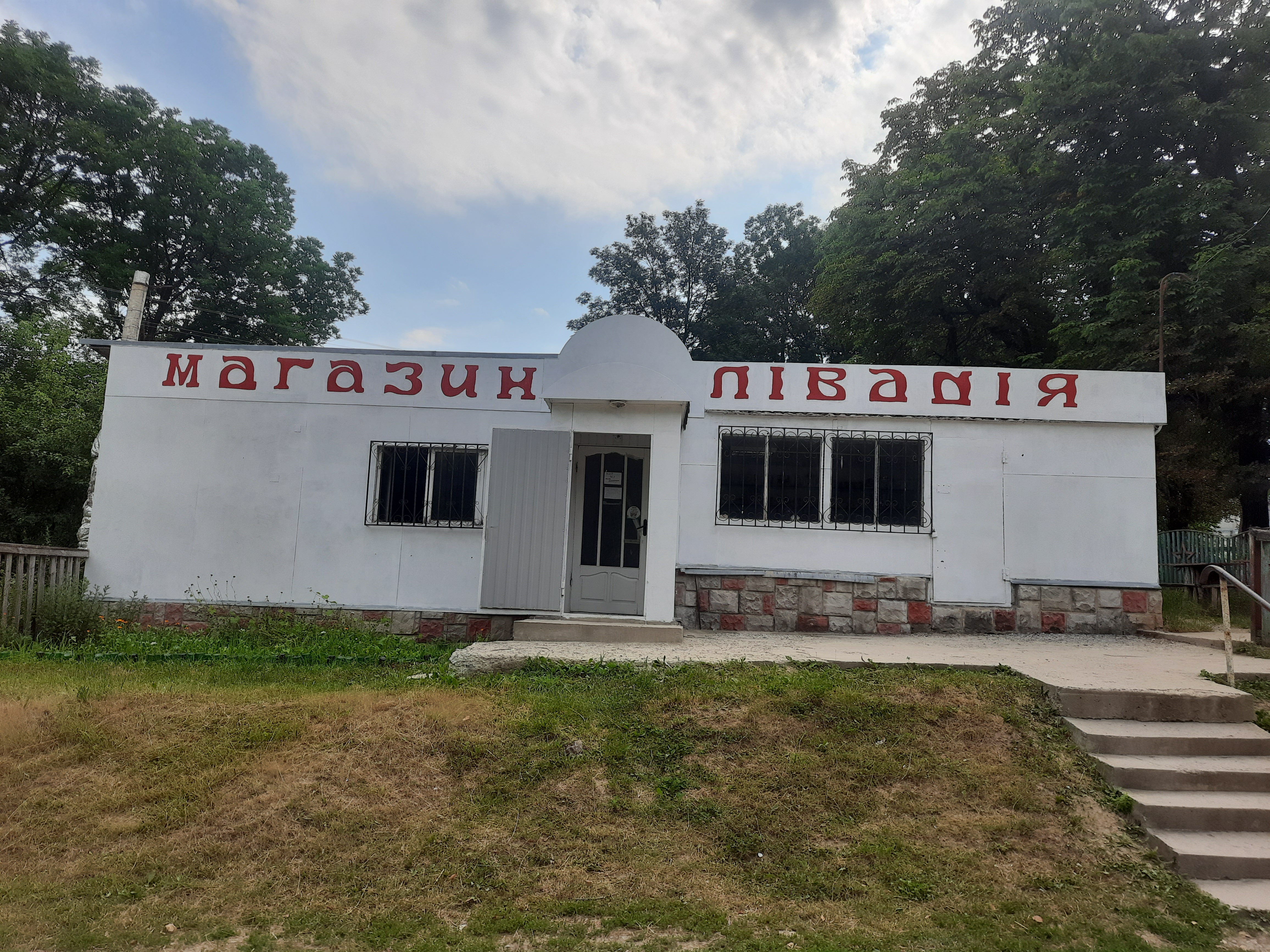
Крамниця
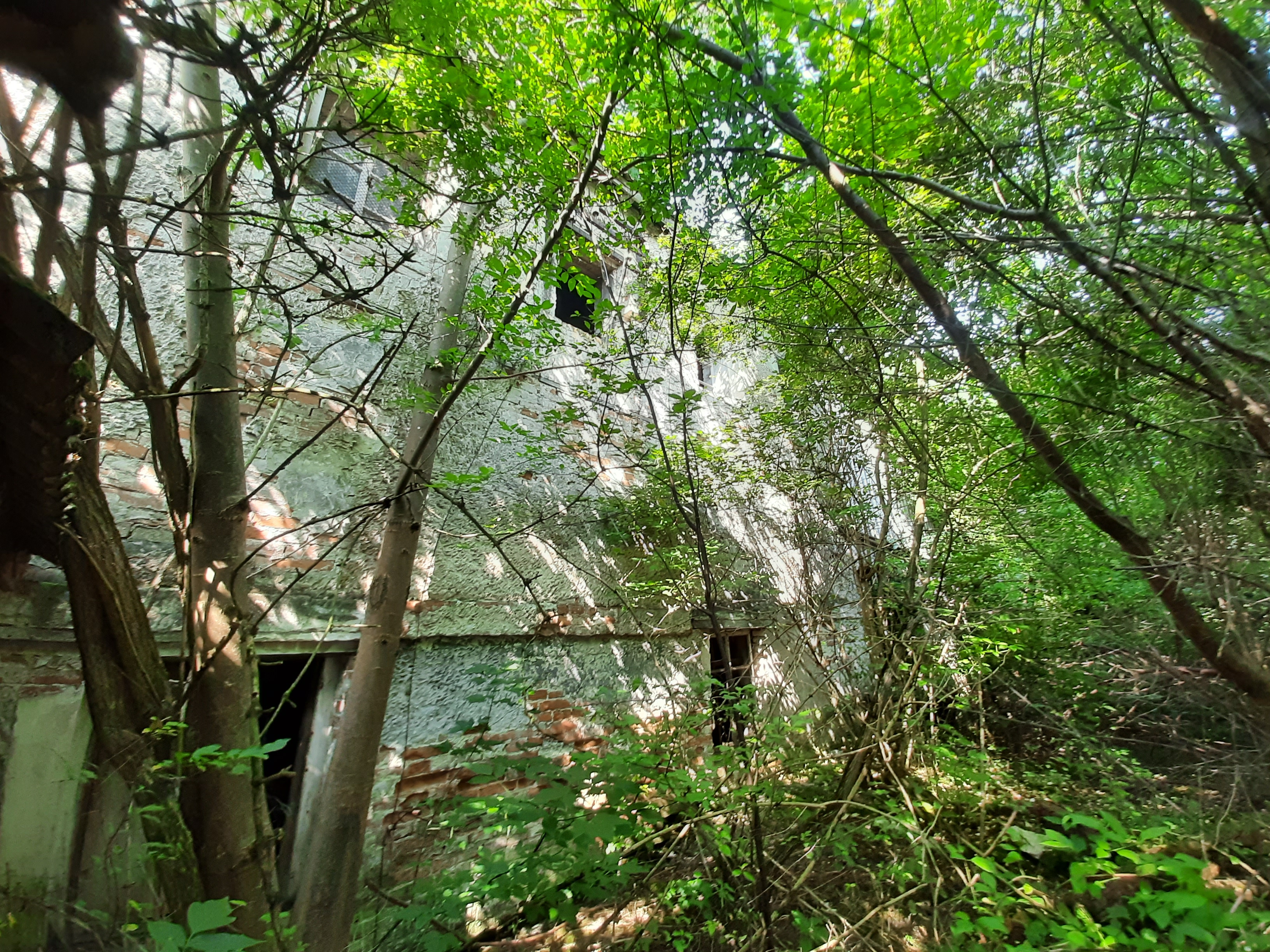
Руїни старого водяного млина